# Menachem Elon

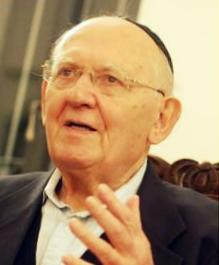
Menachem Elon

Menachem Elon (hebräisch מנחם אלון; geboren 1. November 1923 in Düsseldorf; gestorben 7. Februar 2013 in Jerusalem) war ein israelischer Jurist und Professor an der Hebräischen Universität Jerusalem.

## Leben
Menachem Fetter war ein Sohn des Shimeon Vetter und der Sarah Brand. Die Familie emigrierte 1935 aus dem nationalsozialistischen Deutschland nach Palästina.
Elon war von 1977 bis 1993 Richter am Obersten Gericht in Israel.
Im Jahr 1979 wurde ihm der Israel-Preis verliehen.
1983 kandidierte Elon für das Amt des israelischen Staatspräsidenten, unterlag jedoch Chaim Herzog. Begraben wurde er auf dem Har HaMenuchot.